# Gucci Ski Mask
Gucci Ski Mask è un singolo del rapper italiano Lazza, pubblicato l'11 gennaio 2019 come secondo estratto dal secondo album in studio Re Mida.

## Descrizione
Il brano ha visto la partecipazione vocale di Gué Pequeno e rispetto ai precedenti lavori il testo è prevalentemente incentrato sull'auto-elogio tipico della musica trap (soprattutto quella statunitense, cui Gucci Ski Mask richiama inequivocabilmente). Per tale motivo, Lazza è stato particolarmente apprezzato per la scelta di evolvere il proprio stile rispetto a Zzala.

## Tracce
1. Gucci Ski Mask (feat. Gué Pequeno) – 3:27

## Classifiche
| Classifica (2019) | Posizione massima |
| ----------------- | ----------------- |
| Italia            | 25                |